# SS Royal William
SS Royal William je kanadski parobrod koji je kao 
prvi prešao Atlantski ocean koristeći se isključivo parnim strojem. Jedra su korištena jedino za vrijeme kratke pauze radi održavanja kotlova.
SS Royal William je porinut u Quebecu 27. travnja 1831. Parni stroj je prije toga bio izrađen u Montrealu. Naručitelj broda je bio pivar i lokalni industrijalac John Molson.
Prije nego što će preploviti Atlantik, SS Royal William je služio za prijevoz robe i tereta između Kvebeka i atlantskih provincija Kanade.
Na svoje veliko putovanje je krenuo 18. kolovoza 1833. iz luke Pictou u Novoj Škotskoj sa sedam putnika i tovarom ugljena. 25 dana kasnije je stigao u luku Gravesend na rijeci Temzi.
SS Royal William je kasnije prodan španjolskoj ratnoj mornarici.